# Tschumysch
Der Tschumysch (russisch Чумы́ш) ist ein 644 km langer rechter Nebenfluss des Ob in Westsibirien (Russland, Asien).

## Verlauf
Der Tschumysch entsteht in 290 m Höhe im südöstlichen Teil des Salairrückens, etwa 40 km südwestlich der Großstadt Nowokusnezk in der Oblast Kemerowo, aus den Quellflüssen Kara-Tschumysch und Tom-Tschumysch. Beide Quellflüsse, der 173 km lange Kara-Tschumysch („Schwarzer Tschumysch“) von links und der 110 km lange Tom-Tschumysch von rechts, entspringen etwa 60 km Luftlinie weiter nordwestlich, auf Höhe der Großstadt Kisseljowsk. Von ihren Quellen fließen sie etwa parallel zur Achse des Gebirgsrückens in südöstlicher Richtung bis zum Zusammenfluss, der Kara-Tschumysch am nordöstlichen Rand des Gebirges zum Kusnezker Becken, näher zu den Städten Kisseljowsk und Prokopjewsk, der Tom-Tschumysch im wenig besiedelten und dicht bewaldeten Zentralteil des Gebirges nahe der Grenze zur Region Altai.
Nach dem Zusammenfluss durchquert der Tschumysch das Salair-Bergland in mehreren weiten Bögen und verlässt es in südwestlicher Richtung. Im Flachland, das den Osten der Region Altai bis zum Salairrücken einnimmt, fließt er dann in einem weiten Tal, das von dem des Ob durch den flachen Bijsk-Tschumysch-Höhenzug abgegrenzt wird, in nordwestlicher Richtung. Er umfließt das nordwestliche Ende des Höhenzuges, wendet sich nach Südwesten und mündet schließlich bei Dorf Ust-Tschumysch, etwa 50 Kilometer nordwestlich des Regionsverwaltungszentrums Barnaul in den dort mehr als 500 Meter breiten Ob. Auf seiner gesamten Länge, insbesondere im Flachlandabschnitt, mäandriert der Tschumysch stark. In Mündungsnähe ist er etwa 150 Meter breit und 2,5 Meter tief; seine Fließgeschwindigkeit beträgt dort 0,5 m/s.
Die bedeutendsten Nebenflüsse sind Uksunai (Länge 165 km), Sungai (103 km), Alambai (140 km), Kamenka (78 km) und Talmenka (99 km) von rechts sowie Sary-Tschumysch (98 km; „Gelber Tschumysch“) und Taraba (70 km) von links.
Am Fluss liegen die Stadt Sarinsk, die Siedlung städtischen Typs Talmenka und eine Reihe größerer Dörfer, darunter die Rajonverwaltungszentren Jelzowka und Kytmanowo, alle in der Region Altai, während der bedeutend kürzere Abschnitt des Tschumysch in der Oblast Kemerowo durch dünn besiedeltes Bergland mit nur wenigen Ortschaften führt.

## Hydrologie
Das Einzugsgebiet des Tschumysch umfasst 23.900 km². Der Fluss gefriert von der ersten Novemberhälfte bis in die zweite Aprilhäfte.
Bei Talmenka, 74 km oberhalb der Mündung, beträgt die durchschnittliche jährliche Abflussmenge 131 m³/s bei einem Minimum von 30,9 m³/s im Februar und einem Maximum von 540 m³/s im Mai.

## Nutzung und Infrastruktur
Der Tschumysch ist für kleinere Fahrzeuge ab der Anlegestelle Sacharowo bis zur Mündung auf 196 km schiffbar, gilt jedoch heute nicht als Binnenwasserstraße.
Bei Talmenka überqueren die Eisenbahnstrecke Nowosibirsk – Barnaul sowie die von Nowosibirsk in das Altaigebirge und zur mongolischen Grenze führende Fernstraße M52 („Tschuja-Trakt“) den Fluss, einige Kilometer flussabwärts die Trasse der Mittelsibirischen Eisenbahn Omsk – Karassuk – Srednesibirskaja. Dem Mittellauf des Flusses ab Talmenka folgt bis unterhalb des Dorfes Schatunowo, wo sie den Fluss überquert und verlässt, die Fernstraße „Altai–Kusbass“ dem Tschumysch, die in den 1990er-Jahren auf der vorbereiteten Trasse einer nicht weitergebauten Verlängerung der Mittelsibirischen Eisenbahn Richtung Osten errichtet wurde. Bei der Stadt Sarinsk wird der Fluss von der Eisenbahnstrecke Barnaul – Nowokusnezk gekreuzt. Entlang dem Fluss verläuft dort die den Nordosten der Region Altai zwischen Salessowo und Martynowo erschließende Regionalstraße R367, die ihn in Sarinsk und Kytmanowo überquert. Weiter flussaufwärts kreuzt den Tschumysch bei Martynowo und Jelzowka die Regionalstraße R366 von Bijsk nach Nowokusnezk.